# Luftangriffe auf Oldenburg (Oldenburg)
Die Luftangriffe auf Oldenburg (Oldenburg) durch alliierte Bomber fügten der Stadt Oldenburg (Oldb) während des Zweiten Weltkrieges im Vergleich zu anderen Städten nur relativ geringe Schäden zu. Im Mai 1939 zählte die Stadt 78.967 Einwohner. An militärischen Einrichtungen gab es mehrere Kasernen der Wehrmacht in der Stadt sowie im Nordwesten den Fliegerhorst Oldenburg der Luftwaffe. Darüber hinaus war Oldenburg als Verkehrsknotenpunkt mit den Bahnverbindungen nach Wilhelmshaven, Bremen, Leer und Osnabrück sowie dem Küstenkanal von Bedeutung, Industrie war jedoch kaum vorhanden.

## Luftangriffe
Oldenburg war von sieben Luftangriffen betroffen:
Im Juni 1941 richtete der erste Luftangriff Schäden an der Bahnstrecke nach Leer an. Auch östlich der Altstadt wurden in der Straße Stau Häuser zerstört, ebenso in der Sophienstraße und der Würzburger Straße.
Am 23. Oktober 1942 warf ein einzelnes Flugzeug einige Bomben über Oldenburg ab.
In der Nacht vom 22. auf den 23. September 1943 flogen während eines britischen Großangriffs auf Hannover 29 Flugzeuge einen Ablenkungsangriff auf Oldenburg, wobei die Innenstadt von zahlreichen Bomben getroffen wurde: Die Landesbibliothek Oldenburg am Damm wurde schwer beschädigt und rund 10.000 Bücher wurden vernichtet. Auch auf das Landgericht Oldenburg in der Elisabethstraße 7 fielen zahlreiche Bomben, so dass es ausbrannte. Das Gebäude der Reichsfinanzverwaltung an der Ecke Damm/Festungsgraben wurde ebenfalls zerstört. Das Bahngelände Krusenbusch wurde ebenfalls 1943 von Bomben getroffen, wobei eine Brücke zerstört wurde.
Ab dem 15. April 1945 erfolgten noch vier größere Luftangriffe auf Oldenburg: Dabei wurden Ziegelhof und Georgenvilla zerstört, ebenso eine Fleischfabrik. Die Kaserne in der Ofener Straße wurde schwer beschädigt, ebenso die Kaserne Donnerschweer Straße sowie die Infanteriekaserne Cloppenburger Straße. Bei einem Luftangriff am 17. April 1945 auf die Donnerschweer Kaserne kamen 13 Kinder und 2 Erwachsene ums Leben. An sie erinnert heute eine Gedenkstätte auf dem Donnerschweer Friedhof. Starke Schäden entstanden auch in den Wohnvierteln östlich der Cloppenburger Straße, auch das Wohngebiet um den Klingenbergplatz wurde schwer getroffen.
Am 21. April 1945 wurden der Oldenburger Hauptbahnhof schwer beschädigt und Bahnhofsvorplatz, Hafen sowie das Gewerbegebiet östlich der Altstadt zerstört. Beim letzten Luftangriff auf Oldenburg im Mai 1945 wurden die bereits bei dem Angriff im April 1945 beschädigten Kasernenanlagen in Kreyenbrück zerstört.

## Schäden
Insgesamt wurden in Oldenburg durch Luftangriffe 130 Wohnhäuser und 220 Wohnungen zerstört. Dies entspricht einem Zerstörungsgrad von 1,4 %. Abgefahren wurden insgesamt 113.000 m³ Trümmerschutt.